# Черепаха чудова
Черепаха чудова (Rhinoclemmys pulcherrima) — вид черепах з роду Носата плямиста черепаха родини Азійські прісноводні черепахи. Має 4 підвиди.

## Опис
Загальна довжина 20 см, вага сягає 600 г. Самці дещо менше за самиць, проте мають більш потужний хвіст. Голова витягнута. На хребті є невисокий гребінь. Панцир трохи загнутий догори. Пластрон у самців опуклий.
Загальне забарвлення світло—коричнево—червоне. На голові, шиї і ногах є плямистий малюнок яскраво—червоного тону.

## Спосіб життя
Проводить багато часу на суші. Активна вдень. Харчується рослинами, овочами, дощовими хробаками, дрібною рибою.
З травня до червень самиці відкладають від 3 до 5 білих яєць овальної форми.
Це черепаха добре приручається

## Розповсюдження
Мешкає у штатах Мексики: Сонора, Сіналоа, Наярит, Халіско, Коліма, Мічоакан, Герреро, Оахака, Чіапас. Зустрічається також у Гватемалі, Сальвадорі, Гондурасі, Нікарагуа, Коста-Риці.

## Підвиди
- Rhinoclemmys pulcherrima pulcherrima
- Rhinoclemmys pulcherrima incisa
- Rhinoclemmys pulcherrima manni
- Rhinoclemmys pulcherrima rogerbarbouri